# La Crosse (Virginie)
Pour les articles homonymes, voir La Crosse.
La Crosse est une municipalité américaine située dans le comté de Mecklenburg en Virginie. Lors du recensement de 2010, sa population est de 604 habitants.

## Géographie
Selon le Bureau du recensement des États-Unis, la municipalité s'étend en 2010 sur une superficie de 1,17 mille carré (3,03 km2).

## Histoire
Autrefois appelée Piney Pond, la localité est renommée La Crosse en 1890 en raison de sa situation à l'intersection de deux voies ferrées. Elle devient une municipalité en 1901.
La Crosse compte deux monuments inscrits au Registre national des lieux historiques : l'hôtel La Crosse construit en 1917 dans un style néocolonial et craftsman ainsi que la maison O. H. P. Tanner, construite au XVIIIe siècle dans un style georgien.

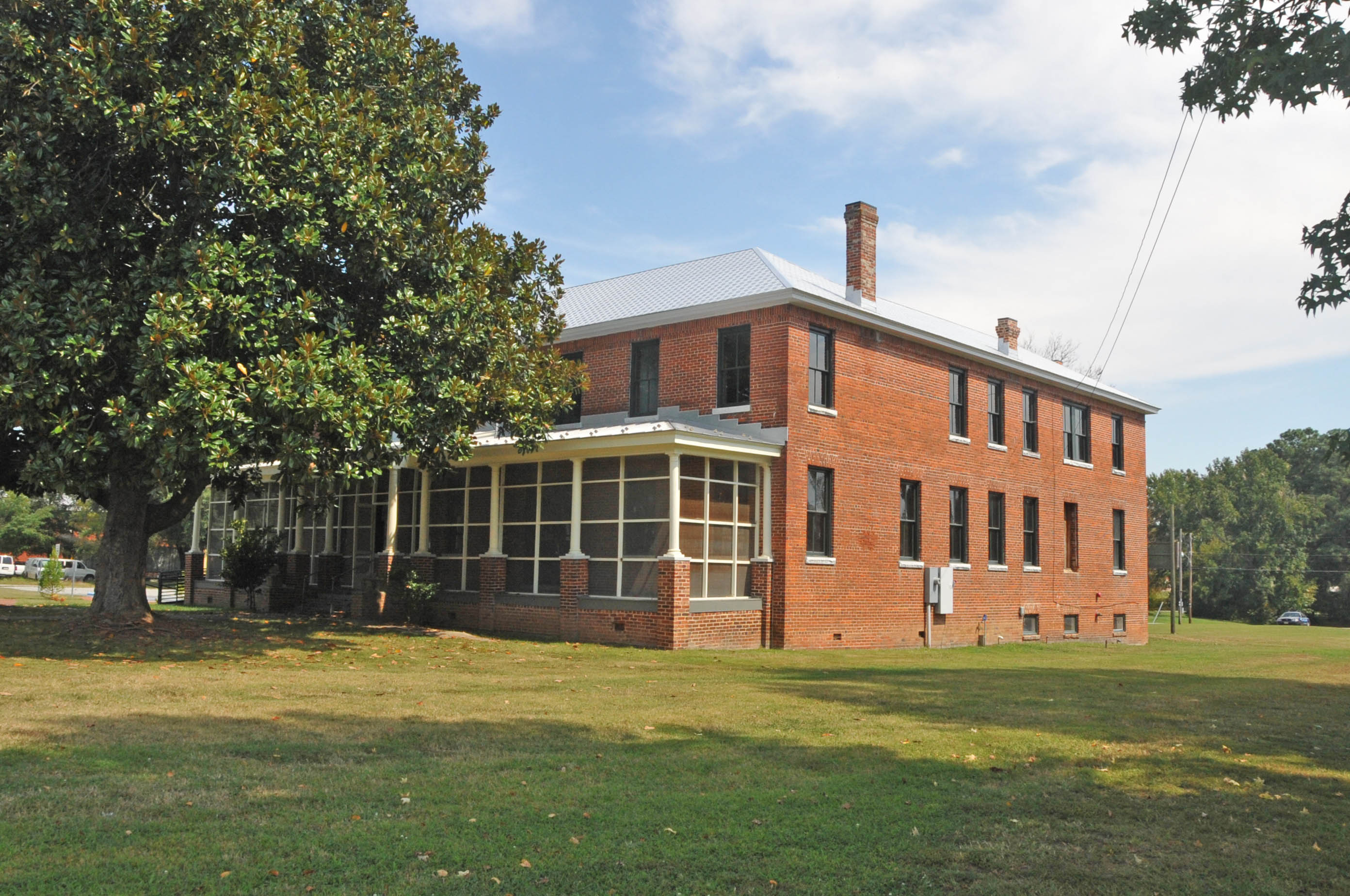
L'hôtel La Crosse
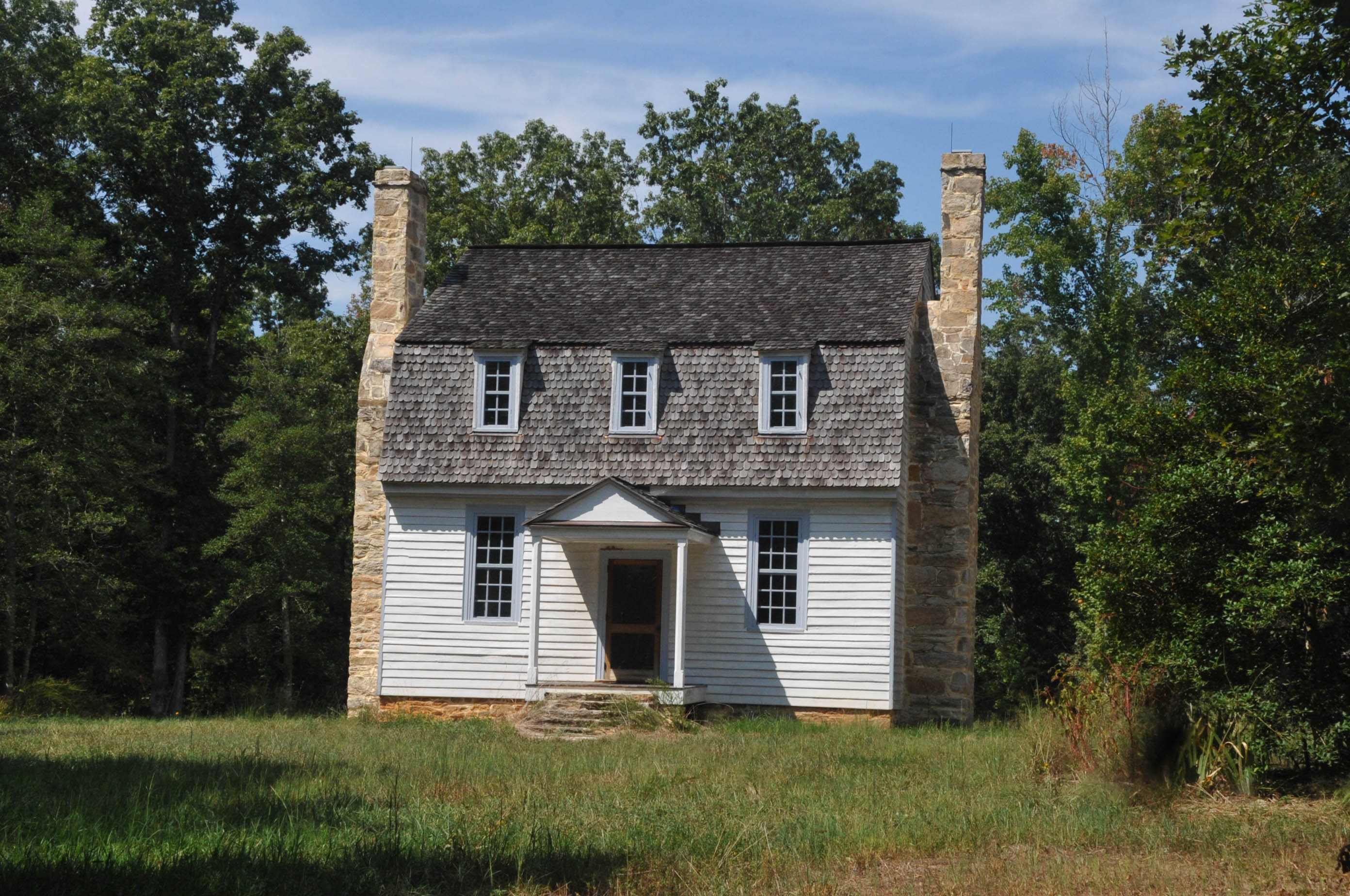
La maison Tanner